# Elegantes Pack
Elegantes Pack ist ein deutsches Stummfilmmelodram aus dem Jahre 1925 von Jaap Speyer mit Eugen Klöpfer, Mary Odette, Ralph Arthur Roberts und Hanni Weisse in den Hauptrollen. Der Geschichte liegt der gleichnamige Roman (ebenfalls von 1925) von Jolanthe Marès zugrunde.

## Handlung
Berlin in den 1920er Jahren. Dem Bildhauer Anton Paudler geht es wie vielen Menschen in der Weimarer Republik: Er leidet unter äußerster wirtschaftlicher Not. Um finanziell irgendwie über die Runden zu kommen, verdient er sich ein Zubrot, in dem er Puppenköpfe für Teewärmer bastelt, die seine Pflegetochter Hilde im Schaukasten einer Bar zum etwaigen Verkauf ausstellt. In dieser Kneipe arbeitet auch ihr Freund Paul Markert als Barmixer. Hilde weiß von dem derzeit aktuellen künstlerischen Projekt ihres Pflegevaters, das sie entsetzt: Paudler arbeitet nämlich an einer nach Hildes Vorbild entworfenen Plastik, die die „nackte Jugend“ heißen soll, was Hilde sehr peinlich ist. 
Als Paudler einmal kurz in die gegenüberliegende Bar geht, um einen Drink zu nehmen, wird er beschuldigt, die Aktentasche eines Gastes, des Herrn Brückner, an sich genommen zu haben. Der Barbesitzer versucht gemeinsam mit Paul die Angelegenheit ohne viel Aufhebens zu klären, und Paudler erlaubt, dass man ihn und seine Wohnung filzen könne. Erst als man auch eine mit einem Stofftuch verhängte Ecke von Paudlers Wohnung nachschauen will, wehrt sich Paudler. Hier nämlich bewahrt er die noch unfertige, materialfeuchte „nackte Jugend“ auf, die vor allem Hildes Freund Paul keinesfalls sehen soll. Der Wirt reißt den Vorhang nieder, woraufhin Paudler sich auf die Plastik stürzt und sie zerquetscht, auf dass niemand Hilde in dem Werk wiedererkennen möge.
Derweil versucht Hilde ebenfalls etwas zum Erhalt des Paudler’schen Haushalts beizutragen und arbeitet mit Protektion Pauls als Aushilfe in der Nachtbar. Dort verkehrt bisweilen übles Gesindel, titelgebend „elegantes Pack“ genannt. Kleinganoven und Prostituierte gehören zu den „Gästen“. Hilde hat sich so mancher Versuchung und „Einladung“ zu erwehren, die sie auf moralisch abseitige Wege bringen soll. Dennoch bleibt die junge Frau standhaft. Selbst als sie während eines Ausflugs an den Wannsee von einem Gast, dem Rechtsanwalt Dr. Leo Bärenreither, mit aufs Zimmer genommen wird, gibt sie sich nicht etwa hin, sondern macht dem jungen Mann klar, dass sie sich moralisch verhalten und ihre Unschuld bewahren wolle. Gerührt von so viel Ehrenhaftigkeit, befreit der Anwalt Hilde sogar aus den Fängen der Sittenpolizei, in die die junge Barangestellte durch das Umfeld des „eleganten Packs“ geraten ist, und stellt sie seiner Mutter vor. Doch im rechten Moment, ehe sie schwankend werden kann, erinnert sich Hilde ihres Freundes und Barmixers Paul, der ihr einst als Zeichen seiner Liebe ein Kettchen geschenkt hatte. Reuevoll kehrt Hilde zu Ziehvater Paudler zurück, wo bereits ihre große Liebe Paul auf sie wartet.

## Produktionsnotizen
Elegantes Pack entstand im Juni/Juli 1925 und wurde am 28. August desselben Jahres in Berlins Deulig-Palast, dem Alhambra-Kino und dem Primus-Palast uraufgeführt. Der Sechsakter besaß eine Länge von 2064 Metern. 
Die Filmbauten gestaltete Franz Schroedter.

## Kritiken
Das Kino-Journal befand: „‚Zeitbilder aus der Großstadt‘ heißt der Untertitel dieses Films und man muß wirklich anerkennen, daß es diesem Werk in vorzüglicher Weise gelungen ist, das Tempo und die Leichtfertigkeit unserer Zeit in Bildern einzufangen.“
„Was den Film interessant macht, ist die Tatsache, daß er einen Einblick gewährt in den Betrieb der Berliner Sittenpolizei. Die Räume am Alexanderplatz, wo die Kontrollmädchen vernommen und untersucht werden, sind mit ziemlicher Treue reproduziert.“
Im Grazer Tagblatt war zu lesen: „An diesem Film ist insbesondere die glänzende Zeichnung des Milieus zu bewundern, die getreue und eingehende Darstellung des Sumpfes, der sich in jeder Großstadt findet. (…) Der ausgezeichneten Darstellung entspricht … auch die elegante Aufmachung  und kostbare Ausstattung dieses Filmes, der auf gewisse kulturelle Zustände unserer Zeit ein grelles Licht wirft.“